# オリンピックのソビエト連邦選手団
オリンピックのソビエト連邦選手団は、近代オリンピックにソビエト連邦（ソビエト社会主義共和国連邦）が派遣した選手団である。夏季オリンピックは1952年ヘルシンキオリンピックから、冬季オリンピックは1956年コルチナ・ダンペッツオオリンピックから参加した。1984年ロサンゼルスオリンピックには不参加。1991年12月のソビエト連邦崩壊により事実上消滅したため、1988年ソウルオリンピックが最後の参加となった。

## 概要
ソビエト連邦選手団は初参加時より大規模な選手団となり、アメリカ選手団と並び凌ぐほどの強豪国として君臨し、両国がスポーツ界でも世界に先んじる超大国としてしのぎを削った。
夏季大会の金メダル獲得数ではメルボルン・ローマ・ミュンヘン・モスクワ・ソウルの各大会で1位、東京とメキシコシティでは2位となっている。自国開催の上、アメリカが西ドイツや日本と共に参加をボイコットした1980年モスクワオリンピックでは金メダルラッシュとなり、全204個の約4割にあたる80個を獲得した。メダル獲得総数の195個と共に、これは一つの大会における同選手団の最多獲得メダル数記録である。
冬季大会でもソ連は強く、1956年に初参加した1956年コルチナ・ダンペッツオオリンピック以後、参加した9大会のうち7つでメダル獲得順位のトップとなり、残る2大会でも2位となった。金メダル数の最多は1976年インスブルックオリンピックでの13個、メダル総数では1988年カルガリーオリンピックの29個が一大会での最多である。なお、夏季大会と異なって冬季大会ではソ連のボイコットは起こらなかった。
好成績の継続と国際情勢の反映により、ソビエト連邦では社会主義体制の下、国家が選手を養成するいわゆるステート・アマ体制で育成されたスポーツ選手が国家の威信やイデオロギーの優越を示すために戦う事になり、東ドイツ選手団やキューバ選手団などの他の東側社会主義諸国でもこの体制が導入された。当時のオリンピックではアマチュア選手のみに参加が許されていたが、アメリカなどの西側資本主義諸国からはステートアマが実質的なプロ選手ではないかという批判を浴び、更に極度の勝利至上主義がもたらすドーピングや危険な技の強要なども指摘された。皮肉にもソビエト連邦崩壊後の1990年代以降、オリンピックではプロ解禁に向かうことになり、当時のドーピングについても多くの証言が成されるようになった。

### 競技別概要
ソビエト連邦選手団が最も多くのメダルを獲得した夏季オリンピック競技は陸上競技の195個であった。また、体操競技で獲得した金72個・銀67個・銅43個・合計182個のメダル数は、ソ連崩壊後の現在でもいずれも最多であり、かつ金メダル数では2位アメリカの31個や3位日本の29個を大きく引き離している。この他、レスリング・重量挙げ・カヌーの3種目でも、2012年のロンドンオリンピック終了時点で依然としてソ連が最多の金メダル獲得国となっている。これらの種目や陸上の投てき系競技ではソ連選手が強かった。また、バスケットボールでは参加した全ての大会で男女ともメダルを獲得し、特にミュンヘンオリンピックの男子決勝戦では試合終了の判定後に復活した時間で逆転する劇的な勝利により、1936年ベルリンオリンピックでの正式採用以来続いていたアメリカの連覇を7で止めた。バレーボールでもソ連は1964年東京オリンピックでの採用から全ての参加大会で男女ともにメダルを獲得し、特に女子はソ連チームが4大会連続で日本（全日本女子チーム）と金メダルか銀メダルを分けた。
一方、ソビエト連邦選手団が参加したオリンピックで実施されながらも同選手団が一つもメダルを獲得できなかった種目は、ソウルオリンピックでのみ開催された卓球・シンクロナイズドスイミング、及びソ連参加前の大会で実施された後にソウルオリンピックで復活したテニスの3種目のみである。また、ホッケーでのメダル獲得はモスクワオリンピックのみである。
冬季大会では当時実施された全種目でソビエト連邦選手団はメダル獲得経験があり、最多の68個を獲得したクロスカントリースキーやバイアスロン、スピードスケートやフィギュアスケートで好成績を残した。更に、当時は男子のみが実施されたアイスホッケーでは9大会中7大会で金メダルを獲得する圧倒的な強さを見せた。金メダルを獲得できなかったのは1960年スコーバレーオリンピックでの銅メダルと1980年レークプラシッドオリンピックでの銀メダルで、いずれも自国開催だったアメリカに金メダルを譲った。特にレークプラシッド大会では4連覇中だったソ連チームが学生中心だったアメリカチームに決勝ラウンドで敗れる大波乱となり、後に「氷上の奇跡」と知られるようになった。ただし、大会の華として注目されるアルペンスキーでは例外的に不振で、コルテチナ・ダンペッツオオリンピックの女子回転でエフゲニヤ・シドロワ (en) が獲得した銅メダルが唯一である。
個人成績では、一人の選手が複数のメダルを獲得する事が比較的容易な体操の選手がメダルの獲得記録を持っている。女子のラリサ・ラチニナが3大会で獲得した合計18個（金9個・銀5個・銅4個）は現在でも女子でオリンピック最多であり、男子を含めても、アメリカの競泳選手マイケル・フェルプスに2012年ロンドンオリンピックで抜かれたものの、現在でも2位となっている。また、男子のニコライ・アンドリアノフは合計15個（金7個・銀5個・銅3個）で3位を維持している他、ソ連選手団の中で10個以上獲得した6選手中5選手が体操選手である。

## 歴史
1917年のロシア革命を経て成立したソビエト連邦（ソ連）は文化交流を含む国民の出国を強く制限し、ロシア帝国時代の1900年パリオリンピックから1912年ストックホルムオリンピックまで3度の夏季大会へオリンピックのロシア選手団として参加していた近代オリンピックにも不参加だった。しかし第二次世界大戦の終結後、ソビエトは国際的なスポーツ大会への参加に積極的となり、ヨシフ・スターリン独裁体制末期の1951年4月にソビエト連邦オリンピック委員会が国内オリンピック委員会(NOC)として承認されて国際オリンピック委員会に加盟し、ソ連のオリンピック参加が可能となった。
ソビエト連邦選手団は初参加時よりアメリカ選手団と並ぶ強豪国として君臨し、両国が超大国としてしのぎを削る東西冷戦という当時の国際情勢を反映した。1956年には冬季の1956年コルチナ・ダンペッツオオリンピックで金メダル獲得数、夏季の1956年メルボルンオリンピックで金メダル・メダル獲得数双方で1位を獲得し、その後もアメリカとの間で激しいメダル獲得競争を続けた。
夏季大会の金メダル獲得数ではメルボルン・ローマ・ミュンヘン・モスクワの各大会で1位、東京とメキシコシティでは2位となっている。自国開催の上、アメリカがソ連軍のアフガニスタン侵攻を理由として西ドイツや日本と共に参加をボイコットしたモスクワオリンピックでは金メダルラッシュとなり、全204個の約4割にあたる80個を獲得した。1984年ロサンゼルスオリンピックは事実上その報復として不参加となったが、次の1988年ソウルオリンピックには復帰し、金メダル・メダル獲得数双方でのトップを奪回した。
冬季大会でもソ連は強く、参加した9大会のうち7つでメダル獲得順位のトップとなり、残る2大会でも2位となった。なお、夏季大会と異なって冬季大会ではソ連のボイコットは起こらなかった。

### ソビエト連邦と同選手団の解体
1990年以降、エストニア・ラトビア・リトアニアのバルト三国を皮切りにソビエト連邦加盟国の間で連邦からの離脱を目指す動きが拡大し、1991年12月25日にミハイル・ゴルバチョフがソ連大統領の辞職を宣言して連邦の崩壊が確定すると、スポーツ界もその対応に迫られた。リトアニアとラトビアは1990年に既に独立宣言を行い、エストニアと共に独立したNOCが既にIOCから承認されていたため、1992年に予定されていた冬季の1992年アルベールビルオリンピックと夏季の1992年バルセロナオリンピックには各国独自の選手団を送る事になっていたが、独立国家共同体(CIS)を形成したロシア連邦・ウクライナなどの旧連邦11ヶ国は国内オリンピック委員会のIOC加盟が間に合わなかった。
そのため、当時はCISに不参加だったグルジア（現在のジョージア）を含む12ヶ国は、アルベールビル大会後の1992年5月12日まで存続したソ連オリンピック委員会、及び独立した各国のオリンピック委員会の協議によって代表選考が行われ、「統一チーム」として両大会限定で参加する事になった。同チームにはCIS不参加のグルジアが含まれていたため、「統一チーム」のフランス語略称でIOCコードでも使用された「EUN」という名称が使われる事になった。続く1994年冬季の1994年リレハンメルオリンピックからは、帝政時代以来の復活で冬季大会は初参加となるロシア選手団をはじめ、カザフスタン選手団・ウクライナ選手団・ウズベキスタン選手団・ベラルーシ選手団など12カ国がそれぞれの選手団を派遣する事になった。

## メダル獲得数一覧

### 夏季オリンピック
| 大会名                  | 金     | 銀     | 銅     | 計     |
| 1952 ヘルシンキ         | 22     | 30     | 19     | 71     |
| 1956 メルボルン         | 37     | 29     | 32     | 98     |
| 1960 ローマ             | 43     | 29     | 31     | 103    |
| 1964 東京               | 30     | 31     | 35     | 96     |
| 1968 メキシコシティー   | 29     | 32     | 30     | 91     |
| 1972 ミュンヘン         | 50     | 27     | 22     | 99     |
| 1976 モントリオール     | 49     | 41     | 35     | 125    |
| 1980 モスクワ（開催国） | 80     | 69     | 46     | 195    |
| 1984 ロサンゼルス       | 不参加 | 不参加 | 不参加 | 不参加 |
| 1988 ソウル             | 55     | 31     | 46     | 132    |
| 合計                    | 395    | 319    | 296    | 1010   |

### 冬季オリンピック
| 大会名                      | 金 | 銀 | 銅 | 計  |
| 1956 コルチナ・ダンペッツオ | 7  | 3  | 6  | 16  |
| 1960 スコーバレー           | 7  | 5  | 9  | 21  |
| 1964 インスブルック         | 11 | 8  | 6  | 25  |
| 1968 グルノーブル           | 5  | 5  | 3  | 13  |
| 1972 札幌                   | 8  | 5  | 3  | 16  |
| 1976 インスブルック         | 13 | 6  | 8  | 27  |
| 1980 レークプラシッド       | 10 | 6  | 6  | 22  |
| 1984 サラエボ               | 6  | 10 | 9  | 25  |
| 1988 カルガリー             | 11 | 9  | 9  | 29  |
| 合計                        | 78 | 57 | 59 | 194 |

### 夏季オリンピック競技別
| 競技                         | 金  | 銀  | 銅  | 計    |
| ---------------------------- | --- | --- | --- | ----- |
| 体操                         | 72  | 67  | 43  | 182   |
| 陸上競技                     | 64  | 55  | 74  | 193   |
| ウエイトリフティング         | 39  | 21  | 2   | 62    |
| レスリング（グレコローマン） | 34  | 16  | 10  | 60    |
| カヌースプリント             | 29  | 13  | 9   | 51    |
| レスリング（フリースタイル） | 28  | 15  | 13  | 56    |
| フェンシング                 | 18  | 15  | 16  | 49    |
| 射撃                         | 17  | 15  | 17  | 49    |
| ボクシング                   | 14  | 19  | 18  | 51    |
| 競泳                         | 12  | 21  | 26  | 59    |
| ボート                       | 12  | 20  | 10  | 42    |
| バレーボール                 | 7   | 4   | 1   | 12    |
| 自転車トラック               | 6   | 4   | 6   | 16    |
| 柔道                         | 5   | 5   | 13  | 23    |
| 近代五種                     | 5   | 5   | 5   | 15    |
| 自転車ロード                 | 5   | 0   | 3   | 8     |
| セーリング                   | 4   | 5   | 3   | 12    |
| 飛込                         | 4   | 4   | 6   | 14    |
| バスケットボール             | 4   | 4   | 4   | 12    |
| 馬場馬術                     | 4   | 3   | 3   | 10    |
| ハンドボール                 | 4   | 1   | 1   | 6     |
| 水球                         | 2   | 2   | 3   | 7     |
| サッカー                     | 2   | 0   | 3   | 5     |
| アーチェリー                 | 1   | 3   | 3   | 7     |
| 総合馬術                     | 1   | 1   | 1   | 3     |
| 障害飛越                     | 1   | 1   | 0   | 2     |
| 新体操                       | 1   | 0   | 1   | 2     |
| ホッケー                     | 0   | 0   | 2   | 2     |
| 計 (競技数: 28)              | 395 | 319 | 296 | 1,010 |

### 冬季オリンピック競技別
| 競技                   | 金 | 銀 | 銅 | 計  |
| ---------------------- | -- | -- | -- | --- |
| クロスカントリースキー | 25 | 22 | 21 | 68  |
| スピードスケート       | 24 | 17 | 19 | 60  |
| フィギュアスケート     | 10 | 9  | 5  | 24  |
| バイアスロン           | 9  | 5  | 5  | 19  |
| アイスホッケー         | 7  | 1  | 1  | 9   |
| リュージュ             | 1  | 2  | 3  | 6   |
| ボブスレー             | 1  | 0  | 2  | 3   |
| スキージャンプ         | 1  | 0  | 0  | 1   |
| ノルディック複合       | 0  | 1  | 2  | 3   |
| アルペンスキー         | 0  | 0  | 1  | 1   |
| 計 (競技数: 10)        | 78 | 57 | 59 | 194 |